# خارنووو (استان پومرانی)
خارنووو (به لهستانی:  Charnowo) یک روستا در لهستان است که در گمینا اوستکا واقع شده‌است. خارنووو ۲۸۰ نفر جمعیت دارد.